# Clapham Junction
Clapham Junction är en järnvägsstation i London. Den ligger placerad sydväst om Westminster, söder om Themsen i Battersea (officiell stadsdel är Wandsworth). Som namnet antyder ("junction" betyder bl.a. "korsning" och "knutpunkt") är detta en station där två huvudlinjer skär varandra. De flesta tåg från terminalstationerna Waterloo station och Victoria station korsar varandra här, vilket gör stationen till Storbritanniens mest frekventerade, mätt i antal tågavgångar ..

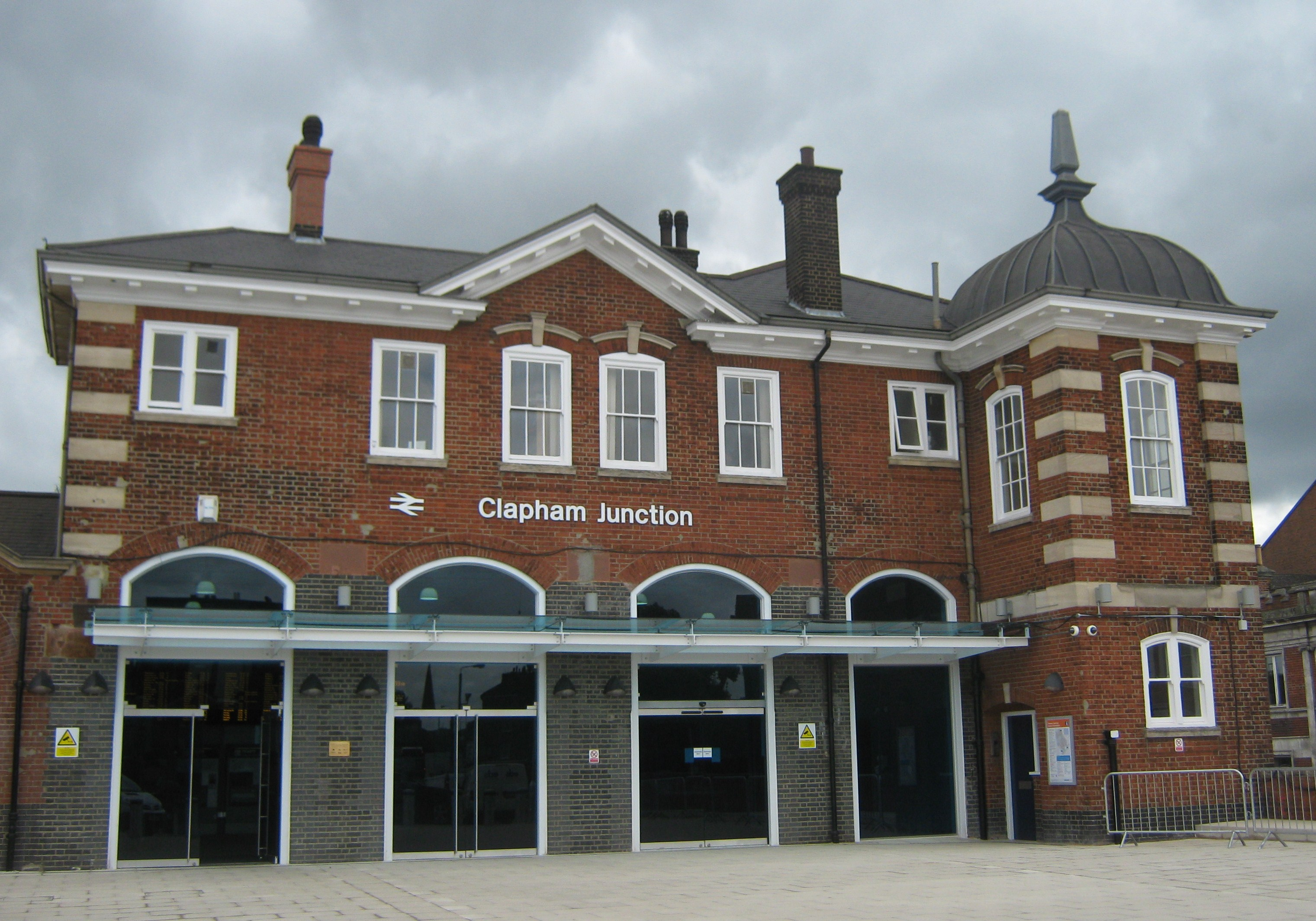
Stationsbyggnaden antyder knappast att detta är Storbritanniens mest frekventerade järnvägsstation